# Portuguesa Fútbol Club
O Portuguesa Fútbol Club é um clube venezuelano de futebol, da cidade de Araure.
O clube também mantém grande rivalidade com o Deportivo Galicia.

## Títulos

### Nacionais
- Campeonato Venezuelano: 1973, 1975, 1976, 1977 e 1978
- Campeonato Venezuelano da Segunda Divisão: 2006
- Copa Venezuela: 1973, 1976 e 1977.